# لوشو-داننبرگ
لوشو-داننبرگ (به آلمانی: Lüchow-Dannenberg) یک ناحیه روستایی در آلمان است که در نیدرزاکسن واقع شده‌است.

## خصوصیات
لوشو-داننبرگ  ۵۱٬۳۵۲ نفر جمعیت دارد.

## شهرک‌ها و شهرداری‌ها

شهرک‌ها and municipalities in Landkreis Lüchow-Dannenberg

Samtgemeinden (collective municipalities)  with member شهرداری
| - 1. Elbtalaue 1. دامناتس 2. داننبرگ1, 2 3. گورده 4. گوزبورن 5. هیتس‌آکر2 6. یاملن 7. کارویتس 8. لانگن دورف 9. نوی دارشاو 10. زرنین - 2. Gartow 1. گارتو1 2. گورلبن 3. هوبک 4. پرتسله 5. اشناکنبرگ2 | - 3. Lüchow 1. برگن ان در دومه 2. کلنتسه 3. کوستن 4. لمگو 5. لوکاو 6. لوبو 7. لوشو1, 2 8. اشنگا 9. تربل 10. واده ویتس 11. ولترسدورف 12. ووسترو2 |
| 1seat of the Samtgemeinde; 2town | |